# Francesco Fazi
Francesco Fazi (Foligno, 23 febbraio 1859 – Spello, 19 gennaio 1928) è stato un politico italiano.

## Biografia
Dopo aver conseguito la laurea in scienze agrarie a Pisa si dedica quasi unicamente alla vita politica a Foligno. Massone e anticlericale si fa portavoce delle istanze democratiche e delle riforme amministrative sostenute dall'estrema sinistra del tempo, quali il rinnovo periodico degli amministratori, l’allargamento del suffragio universale, la gestione diretta dei dazi di consumo, la diffusione della cultura, l’assegnazione dei lavori comunali alle cooperative e la necessità di effettuare lavori non solo all’interno della città ma anche nelle frazioni. 
Ha fondato la Federazione dei comuni italiani presiedendo tra il 1892 e il 1893 i primi tre congressi di Perugia, Ancona e Forlì.
Nel 1904 decide di sostenere il programma politico di Giovanni Giolitti, azione che gli procura una forte ostilità, al punto da dover lasciare Foligno per stabilirsi a Roma. A dispetto dell'età parte volontario nella prima guerra mondiale: oin questo periodo viene nominato governatore a Jannina e Argirocastro e si occupa di missioni governative importanti nel Benedir e in Anatolia. Alla sua scomparsa la sua opera viene celebrata dalla stampa fascista, al punto che viene eretto un busto in bronzo in sua memoria nel cimitero di Foligno.